# My Perfect Blue/언젠가는
〈My Perfect Blue/언젠가는〉(일본어: My Perfect Blue/ゆくゆくは My Perfect Blue/유쿠유쿠와[*])은 시바사키 코우의 26번째(RUI, KOH+ 명의 포함) 싱글곡이다. 2012년 10월 31일에 나유타웨이브 레코드에서 발매되었다.

## 개요
본작은, 시바사키의 싱글 중 A 사이드가 발라드인 싱글로, 이는 2010년에 발매한 「정말이야(일본어: ホントだよ 혼토다요[*])」 이후로 약 2년만이다.
또한, 시바사키의 싱글 중 더블 타이틀곡으로 구성된 싱글이다.
타이틀곡 「My Perfect Blue」는 TBS 계열 연속 드라마로 타키모토 미오리 주연 드라마인 미야베 미유키 미스테리 《퍼펙트 블루》의 주제가로 기용되었다.
더블 타이틀곡인 「언젠가는(일본어: ゆくゆくは 유쿠유쿠와[*])」은 오쿠다 타미오가 제공한 곡으로, 시바사키 코우와 공동 작곡하였다. 《카오》에서 제조·판매하는 헤어 케어 제품인 《아지엔스 (Asience)》의 CM송으로서 온에어되었다.
초회한정반에 포함된 DVD에는 통상반의 CD에는 수록되지 않은 「다시, 태어날 때에는 (일본어: また、うまれるころには 마타,우마레루코로니와[*]) - Music Video -」가 수록되어 있다.
또한 시바사키는, 이번 싱글의 프로모션으로서, 2012년 10월 7일, 《테라스 몰 쇼난(일본어: テラスモール湘南 테라스모루쇼난[*])》 (카나자와 현 후지사와시)에서, 프리 라이브를 실시하였다. 그 라이브에서, 약 5,000명 정도의 관객 앞에서, 「가장 사랑하는」、「with you」、「My Perfect Blue」 등의 3곡을 피로하였다.

## 수록곡
CD
- 전곡 작사：시바사키 코우

1. My Perfect Blue [5:02]
작곡・편곡：우치사와 타카히토／스트링스 어레인지 : 센쥬 아키라
2. 언젠가는(ゆくゆくは) [4:21]
작곡：오쿠다 타미오・시바사키 코우／편곡：오쿠다 타미오
3. My Perfect Blue -Instrumental-
4. 언젠가는 -Instrumental-

DVD (초회한정반에 한함)
- 다시, 태어날 때에는 (また、うまれるころには) - Music Video -
작곡・스트링스 어레인지：와타나베 슌스케／편곡 : Schroeder-Headz